# 아스트라 (신화)
아스트라(산스크리트어: अस्त्र)는 힌두 서사시에 나오는 초자연적인 무기이다. 이것은 특정 신격에 의해 주관되며 영적이고 신비한 힘이 부여되어 있다. 이 용어는 손에서 놓는 모든 무기(예: 화살)를 의미하게 되었으며, 손에 쥐는 무기(예: 검)와는 대조된다. 아스트라를 지닌 자는 아스트라다리(산스크리트어: अस्त्रधारी)이다.

## 역사
아스트라는 만트라를 사용하여 소환되는 초자연적인 무기이다. 전투에서 전사는 만트라를 사용하여 어떤 무기(주로 화살)든 신성한 무기로 변환시킨다. 아스트라는 네 가지 종류의 무기로 구성된다. 아스트라의 기원은 현자 나라다와 시바 사이의 대화인 아히르부드냐 삼히타에 자세히 설명되어 있다.
나라다가 시바에게 아스트라의 기원에 대해 묻자, 신은 한 이야기를 들려준다: 수억 년 전, 우주가 창조되기 전, 비슈누는 자신의 즐거움을 위해 여러 형태로 변모했다. 결국 그는 브라흐마의 형태로 나타나 우주를 창조했다. 자신이 창조한 사악한 존재들로부터 우주를 보호하기 위해 비슈누는 수다르샤나차크라를 창조했다. 그러나 오직 그만이 차크라를 휘두를 수 있었다. 수다르샤나차크라의 힘을 사용하여 비슈누는 백 개 이상의 아스트라를 창조했다. 그것들은 비슈누의 입, 가슴, 허벅지, 발, 그리고 가슴, 허리, 하복부와 같은 다른 부분에서 기원한 것에 따라 분류되었다.

## 소환
아스트라를 소환하거나 사용하려면 특정 주문이 필요하다. 신격은 무기에 초자연적인 힘을 부여하여 일반적인 방법으로는 막을 수 없게 만든다. 아스트라의 사용에는 특정 조건이 있었고, 이를 위반하면 치명적일 수 있었다. 관련된 힘 때문에 아스트라에 대한 지식은 구루-시샤 전통에 따라 구루 (스승)에서 시샤 (제자)에게 구두로 전달되었으며, 학생의 인성이 확립된 후에만 전달되었다. 특정 아스트라는 신격으로부터 직접 전수되어야 했으며, 주문을 아는 것만으로는 충분하지 않았다.

## 힌두 서사시
아스트라는 주로 라마야나와 마하바라타에서 중요하게 다루어지며, 이곳에서 큰 전투에 사용된다. 그것들은 파라슈라마, 라마, 락슈마나, 메가나다 (인드라지트), 라바나, 크리슈나, 비슈마, 드로나, 카르나, 아슈와타마, 아르주나 및 다른 전사들에 의해 사용되는 것으로 묘사된다. 라마야나와 마하바라타에서 라마 (힌두교)와 크리슈나는 다른 어떤 전사보다 더 많은 아스트라를 가지고 있었다. 라마가 모든 아스트라를 소유했다고 믿어진다.
디비야("신성한") 아스트라는 일반적으로 화살에 소환되었지만, 잠재적으로 어떤 것과도 함께 사용될 수 있었다. 아슈와타마는 풀잎을 무기로 사용하여 브라흐마시르샤스트라를 소환했다.
| 아스트라            | 신격           | 효과 |
| ------------------- | -------------- | --- |
| 브라흐마스트라      | 브라흐마       | 브라흐마의 천상의 무기. 한 번에 전체 군대를 파괴할 수 있었고 대부분의 다른 아스트라를 막아낼 수 있었다. 마츠야 푸라나에서는 무적의 최고 무기로 묘사된다. 브라흐마의 무적 갑옷인 브라흐마 카바차를 뚫을 수 있는 유일한 무기였다. 라바나의 아들 중 한 명인 아티카야는 브라흐마스트라로만 뚫을 수 있는 갑옷을 가지고 있었다. 그는 라마 (힌두교)의 형제인 락슈마나에 의해 브라흐마스트라로 살해되었다. |
| 트리슐라            | 시바           | 시바의 삼지창. 시바 전통에 따르면, 트리슐라는 힌두 신화에서 가장 강력한 무기로, 시바와 파르바티를 제외하고는 무엇이든 파괴할 수 있는 무적의 무기이다. |
| 수다르샤나차크라    | 비슈누         | 비슈바카르마가 비슈누를 위해 만든 비슈누의 천상 원반. 비슈누 전통에서는 이를 힌두 신화에서 가장 강력한 무기로 여긴다. 이것은 무적이며 비슈누의 명령에 따라 날아간다. 오직 비슈누의 소망에 의해서만 멈출 수 있었다. 이것은 비슈누의 여덟 번째 아바타라인 크리슈나가 그의 사촌 시슈팔라의 목을 베는 데 사용되었다. |
| 비부티              | 데비           | 브라만에게 바르바리카에게 주어진 데비의 천상 무기로, "적의 신체 주요 부위를 쪼갤" 수 있는 능력이 있다. 사프란과 유사한 재를 가지고 있으며, 이것이 방출되면 아군에게는 영향을 미치지 않고 적 전투원들의 취약한 위치에 재를 뿌린다. 재가 뿌려진 후, 화살이 발사되어 적을 파괴한다. 바르바리카는 쿠루크셰트라 전쟁에서 이를 사용하여 카우라바 군대를 혼자서 물리칠 계획이었으나, 전생의 저주로 인해 그의 계획이 실행되기 전에 크리슈나에게 살해되었다. |
| 인드라스트라        | 인드라         | 인드라의 천상의 무기. 수천 개의 자체 복제본을 생성하고 적에게 파괴적인 효과를 주며, 아르주나가 마하바라타에서 사용했다. 락슈마나, 메가나다, 라마 (힌두교)를 포함한 다른 전사들도 소유하고 있다. |
| 바사비 샤크티       | 인드라         | 인드라의 샤크티 (신성한 에너지). 사용되면 상대방을 죽이지만, 한 번만 사용할 수 있었다. 카르나가 쿠루크셰트라 전쟁에서 가토트카차를 죽이기 위해 사용되었다. |
| 프라스바파스트라    | 바수스         | 영향을 받은 자를 잠들게 한다. 마하바라타에서 비슈마는 나라다에 의해 자신의 구루인 파라슈라마에게 이 무기를 사용하는 것이 저지되었다. 라마야나에서 라마 (힌두교)는 이 무기를 가지고 있다. |
| 아그네야스트라      | 아그니         | 아그니의 천상의 무기. 발사되면 일반적인 방법으로는 끌 수 없는 불꽃을 방출한다. 아르주나는 간다르바 안가라파르나에게 이것을 사용했다. 아우르바는 사가라에게 아스트라를 제안했다. 쿠루크셰트라 전쟁 동안, 아슈와타마는 이것을 사용하여 병사, 말, 전차, 코끼리로 이루어진 전체 악샤우히니를 잿더미로 만들었다. |
| 바루나스트라        | 바루나         | 바루나의 천상의 무기. 폭우와 같은 엄청난 양의 물을 방출했다. 이 무기는 흔히 아그네야스트라를 막는 데 사용되는 것으로 언급된다. 이것은 라마 (힌두교), 인드라지트, 라바나, 락슈마나, 아르주나, 비슈마, 드로나가 소유하고 있다. |
| 마나바스트라        | 마누           | 마누의 천상 무기. 목표물을 수십만 요자나 멀리 날려 보낼 수 있으며 악한 존재에게 인도적인 특성을 불어넣을 수 있다. 이 무기는 라마야나에서 라마 (힌두교)가 라크샤사 마리차에게 사용했다. 아르주나도 이 무기를 소유하고 있다. |
| 바루나파샤          | 바루나         | 바루나의 올가미. 일곱 개의 고리를 가지고 있어 죄인들을 고문하고 탈출할 수 없게 만든다. 라마 (힌두교), 인드라지트, 아르주나를 포함한 전사들이 이 무기를 소유했다. |
| 바우마스트라        | 부미           | 부미의 천상 무기. 땅 속 깊이 터널을 만들고 보석을 소환할 수 있다. 아르주나는 마하바라타에서 이 아스트라를 사용했다. |
| 바르가바스트라      | 파라슈라마     | 파라슈라마의 천상의 무기. 힌두 신화에서 신비로운 무기이다. 파라슈라마와 카르나를 제외하고는 아무도 이 무기에 대해 알지 못한다. 카르나는 마하바라타에서 이 아스트라를 사용하여 인드라스트라를 막아낸다. |
| 나가스트라          | 나가           | 나가 종족과 관련된 천상의 무기. 정확한 조준 능력을 가지며, 명중 시 치명적인 뱀의 형태를 취한다. 아르주나는 이를 수샤르마에게 사용했고, 카르나도 이를 소유하고 있다고 묘사된다. |
| 나가파샤            | 나가           | 나가 종족과 관련된 올가미. 명중 시 이 무기는 목표물을 독뱀의 고리로 묶는다. 라마야나에서 인드라지트는 라마 (힌두교)와 락슈마나에게 이것을 사용했다. 아르주나는 그의 아내 울루피로부터 이것을 얻었다. |
| 가루다스트라        | 가루다         | 가루다의 천상 무기. 흔히 나가스트라를 막는 데 사용된다. 아르주나가 소유하고 있으며, 라마야나에서 라마 (힌두교)가 사용했다. |
| 안잘리카스트라      | 인드라         | 인드라와 관련된 천상 무기. 아르주나가 카르나의 목을 베는 데 사용했다. |
| 바유비야스트라      | 바유           | 바유의 천상의 무기로, 군대를 지상에서 들어 올릴 수 있는 강풍을 일으킨다. 쿠루크셰트라 전쟁 동안, 아슈와타마는 이것을 사용하여 안자나파르반이 만든 환영을 뚫었다. 아르주나는 이 아스트라를 드로나에게 사용했다. 인드라지트와 라마 (힌두교)도 이 무기를 가지고 있었다. |
| 수리야스트라        | 수리야         | 수리야의 천상의 무기로, 모든 어둠을 흩어버리고 물을 말리는 눈부신 빛을 내뿜으며 불을 방출한다. |
| 마가바나            | 인드라         | 인드라의 천상 무기. 특히 환상 전쟁에서 빠르고 불타는 무기로 사용된다. 아르주나는 인드라로부터 이 무기를 얻었다. |
| 바즈라              | 인드라         | 인드라의 개인적인 번개로, 번개를 만들어낸다. 인드라는 이 아스트라를 그의 아들 아르주나에게 주었다. |
| 모히니아스트라      | 모히니         | 비슈누의 여성 아바타라인 모히니의 이름을 딴 천상의 무기. 최면을 거는 노래를 만들어내고 근처의 마야나 마법을 없앤다. 아르주나는 이 아스트라를 니바타카바차스에게 사용하여 그들이 만든 환영을 없앴다. |
| 트바슈트라스트라    | 트바쉬트르     | 집단적인 적(예: 군대)에게 사용하면 서로를 적으로 착각하게 만들어 싸우게 한다. 오직 아르주나와 라마 (힌두교)만이 이 무기를 소유했다. 신성한 건축가이자 장인인 트바쉬트르가 만들었다. |
| 삼모하나/프라모하나 | 간다르바       | 군대를 무아지경에 빠뜨린다. 아르주나는 비라타 전쟁 중 카우라바 군대에 이 무기를 사용했다. 쿠루크셰트라 전쟁 6일째, 드리슈타디윰나는 카우라바에게 사용하여 그들을 의식불명 상태로 만들었지만, 드로나는 그의 프라즈냐스트라를 사용하여 그 효과를 멈췄다. |
| 파르바타스트라      |                | 하늘에서 목표물에 파르바타(산)를 떨어뜨린다. 아르주나가 이 아스트라를 소유했다. |
| 브라흐마시라스트라  | 브라흐마       | 데바를 죽일 수 있다. 이것은 아슈와타마가 파리크시트에게 사용했다. 브라흐마시르샤 아스트라는 브라흐마스트라의 진화된 버전이며, 브라흐마스트라보다 4배 강력한 브라흐마가 만든 비밀의 무적 무기라고 여겨진다. 마하바라타는 이 무기가 끝에 브라흐마의 네 머리를 가지고 나타난다고 보고한다. 마하바라타에서는 아그니베샤, 비슈마, 드로나, 카르나, 크리파, 아르주나, 아슈와타마가 휘둘렀다 (아슈와타마는 그것을 철회하는 지식이 없었다). 그것은 과거, 현재, 미래의 존재를 지울 수 있었다. |
| 브라흐마단다        | 브라흐마       | 브라흐마나만이 소유할 수 있는 방어용 개인 무기이자 신성한 지팡이(단다). 다른 고에너지 무기를 격퇴할 수 있다. 바시슈타가 비슈와미트라에 대항하여 사용했다. 오직 방어용으로만 사용된다. |
| 나라야나스트라      | 비슈누         | 화살과 원반의 비를 내린다. 이 아스트라의 힘은 저항할수록 증가했다. 이 무기는 비슈누의 나라야나 형태로부터 직접 얻어야 했고, 한 번만 사용할 수 있었다. 가장 강력한 무기 중 하나이다. 두 번째로 소환하려는 시도는 사용자 및 그의 군대에게 되돌아온다. 마하바라타 시대에 나라야나 형태의 비슈누는 드로나에게 이 무기를 축복했다. 드로나는 나중에 이 아스트라를 그의 아들 아슈와타마에게 주었다. 마하바라타 전쟁에서 아슈와타마는 드로나의 죽음 후 판다바 군대에 이 무기를 사용했다. 이것은 판다바 군대의 악샤우히니를 파괴했다. 탈출할 수 있는 유일한 방법은 완전한 복종이며, 이는 무기가 크리슈나가 말했듯이 목표물을 살려주도록 촉발한다. 이것이 사용되었을 때, 에카다샤 (열한) 루드라스가 하늘에 나타나 목표물을 파괴했다. 차크라, 가다, 초예리 화살을 포함한 수백만 가지 유형의 무기가 분노하여 목표물이나 적군을 파괴하기 위해 나타났다. 저항하는 자는 누구든 파괴된다. |
| 바이슈나바스트라    | 비슈누         | 목표물의 성격에 관계없이 목표물을 파괴했다. 비슈누로부터 직접 얻어야 했다. 유일한 대응책은 다른 바이슈나바스트라를 소환하여 공격하는 바이슈나바스트라를 막거나, 주신이 바이슈나바스트라를 멈추는 것이었다. 마하바라타에서는 나라카수라, 바가닷타, 크리슈나가 이 무기를 가지고 있었다. 바가닷타는 아르주나에게 이 무기를 사용했지만, 크리슈나는 아르주나 앞에 서서 무기를 되찾았다. 라마 (힌두교)는 이 무기를 사용하여 바르가바 라마 (힌두교)의 에너지를 파괴했다. |
| 카우모다키          | 비슈누         | 비슈누의 신성한 철퇴로, 전군을 파괴하고 무적이며 비할 바 없이 강력했다. 크리슈나는 이것으로 악마 단타바크라를 죽였다. |
| 샤랑가              | 비슈누         | 비슈누의 활, 또한 바이슈나바 다누시라고 불리며, 라마 (힌두교)와 크리슈나가 사용했다. |
| 난다카              | 비슈누         | 비슈누의 신성한 검으로, 파괴할 수 없는 칼날을 가지고 있었다. 크리슈나는 이것으로 수많은 악마들을 죽였다. |
| 비자야              | 시바           | 비슈바카르마가 시바를 위해 만든 천상의 무기. 파라슈라마에게 주어졌고, 파라슈라마는 그의 기술에 감명받아 카르나에게 주었다. 카르나가 비자야 다누시를 사용하여 싸운 유일한 시점은 쿠루크셰트라 전쟁 17일째 아르주나와 싸우다가 안잘리카스트라에 의해 최후를 맞았을 때였다. |
| 피나카              | 시바           | 시바의 활, 또한 시바 다누시라고 불리며, 그가 전투에서 수많은 아수라를 죽이는 데 사용했다 (트리푸라주는 시바가 피나카를 사용하여 파괴했다). 시바가 파라슈라마에게 주었다. |
| 마헤슈바라스트라    | 시바           | 시바의 세 번째 눈의 힘. 천상의 존재조차 잿더미로 만들 수 있는 불꽃 광선을 쏜다. 세상 전체를 잿더미로 만들 수 있는 힘을 가지고 있다. 락슈마나가 인드라지트에게 사용했다. 드와파라 유가에서는 아르주나만이 소유했다. |
| 루드라스트라        | 시바           | 루드라의 힘을 담고 있다. 사용하면 에카다샤 (열한) 루드라 중 하나의 루드라의 힘을 불러내어 목표물을 파괴한다. 마하바라타에서 아르주나는 3천만 니바타카바차스와 칼라케야스에 대항하여 사용한다. 마하바라타에서 아르주나만이 이 무기를 소유했다. |
| 파슈파타스트라      | 시바           | 가장 강력한 아스트라 중 하나이다. 소환될 때마다 머리가 달랐다. 괴물과 무기를 의인화한 거대한 영혼을 소환한다. 목표물의 성격에 관계없이 어떤 목표물도 파괴할 수 있다. 이 아스트라는 세상을 파괴할 수 있었다. 드와파라 유가에서는 아르주나만이 파슈파타스트라를 소유했다. 트레타 유가에서는 현자 비슈와미트라가 이 무기를 소유했다 |
| 파라슈              | 시바           | 파라슈(도끼)는 시바가 파라슈라마에게 다른 신성한 무기들과 함께 준 정복 불가능하고 파괴 불가능한 신성한 무기였다. 파라슈라마는 나중에 이 도끼를 가네샤에게 주었다. 파라슈라마는 시바로부터 도끼를 얻기 전까지 라마 (힌두교)로 알려진 이름이었기에, 도끼를 휘두르는 라마 (힌두교)를 의미한다. |
| 찬드라하사          | 시바           | 신성한 검. 하스-웃음, 직역하면 '달의 웃음'이지만, 미소와 닮은 초승달 모양을 의미한다. 이것은 라바나에게 주어졌으며, 부당한 목적으로 사용될 경우 세 눈을 가진 시바에게 돌아오고 라바나의 날이 얼마 남지 않았을 것이라는 경고가 함께 주어졌다. |
| 간디바              | 브라흐마       | 이 무적의 활은 우주를 창조한 브라흐마가 만들었다. 브라흐마가 천 년 동안, 프라자파티가 오백삼 년 동안, 인드라가 오백팔십 년 동안, 소마가 오백 년 동안 그것을 소유했다. 그 후 바루나가 백 년 동안 소유한 후, 칸다바-다하 파르바 동안 아그니의 요청에 따라 아르주나에게 카피/하누만 깃발 전차와 두 개의 마르지 않는 화살통과 함께 넘겨주었다. 이 활은 수백 개의 금빛 돌출부로 장식되어 있었고 빛나는 끝을 가지고 있었다. 이 활은 데바, 간다르바, 다나바에 의해 숭배되었다. 아르주나 외에는 아무도 간디바를 휘두를 수 없었고, 아르주나가 간디바의 지배자였을 때 그는 간디바다리(간다바 활의 운반자)로 알려지게 되었다. |
| 샤브다베다스트라    |                | 상대방이 투명해지는 것을 막는다. 아르주나가 간다르바 왕 치트라세나에게 사용했다. 마하바라타에서 카르나, 아르주나, 크리슈나만이 이 무기에 대해 알고 있었다. |
| 안타르다나스트라    | 쿠베라         | 안타르다나스트라는 사물, 사람 또는 전체 장소를 사라지게 할 수 있다. 이 아스트라는 쿠베라가 아르주나에게 주었다. |
| 프라즈냐스트라      |                | 이 무기는 사람의 감각과 생각을 회복시키는 데 사용되었다. 삼모하나 아스트라에 대한 좋은 대응책이었다. 아르주나와 드로나와 같은 전사들은 전쟁에서 이 아스트라를 사용했다. |
| 사일라스트라        | 바유           | 사일라스트라는 강풍을 사라지게 하는 데 사용되었으며, 바람 무기인 바유비야스트라에 대한 대응책이었다. 라마 (힌두교), 크리슈나, 인드라지트, 아르주나와 같은 전사들이 소유했다. |
| 비쇼샤나            | 인드라         | 비쇼샤나는 모든 것을 말릴 수 있는 건조 무기였다. 이것은 바루나스트라에 대한 놀라운 대응책이었다. 아르주나는 천국에서 인드라로부터 이 무기를 얻었다. |
| 조틱샤스트라        | 수리야         | 조틱샤스트라는 어두운 영역을 밝힐 수 있었다. 아르주나는 마하바라타에서 이 아스트라를 가지고 있었다. |
| 사우파르나          |                | 사우파르나트라는 가루다를 불러낸다. 따라서 나가스트라에 대한 좋은 대응책이었다. 수샤르마는 마하바라타 전쟁에서 아르주나가 삼프샤파타카 군대에 나가스트라를 사용했을 때 이것을 사용했다. |
| 고바르다나          | 비슈누         | 비슈누의 강력한 활. 마하바라타 동안 비슈누는 비두라에게 이 활을 주었다. |
| 바르바리카의 틴 반  | 시바           | 이 아스트라는 아모그, 즉 무적의 것으로 간주된다. 어떤 것으로도 막을 수 없기 때문이다. 이 틴 반은 무기로 사용되는 세 개의 화살을 의미하며, 특정 규칙을 따른다. 첫 번째 화살은 공격하려는 사물, 물체, 사람 또는 상대를 표시하는 데 사용된다. 두 번째 화살은 공격하고 싶지 않은 사물, 물체, 사람 또는 상대를 표시하는 데 사용된다. 세 번째 화살은 실제로 공격을 수행하여 첫 번째 화살로 표시된 모든 것을 파괴하고, 세 번째 화살로 표시된 모든 것을 남겨둔다. 가토트카차의 아들인 바르바리카가 소유했다. 이 아스트라는 시바가 바르바리카에게 직접 주었다. |
| 찬드라스트라        | 소마 (달의 신) | 사용되면 극심한 추위를 만들어낼 수 있으며, 수리야스트라가 만들어내는 열을 상쇄할 수 있어 수리야스트라에 대한 최고의 대응책이다. |
| 벨                  | 카르티케야     | 벨은 힌두 전쟁의 신 카르티케야 (또한 무루간으로 알려짐)와 관련된 신성한 창 또는 랜스이며, 그의 힘, 용맹, 승리의 상징으로, 종종 그의 어머니 파르바티에 의해 그에게 주어지는 것으로 묘사된다. 시바파 전통에 따르면, 여신 파르바티는 아수라 수라파드만을 정복하기 위해 자신의 샤크티의 화신으로서 벨을 아들 카르티케야에게 선물했다. 스칸다 푸라나는 카르티케야가 아수라 수라파드마와 대결했을 때, 후자가 망고나무로 변했고, 카르티케야가 자신의 벨을 사용하여 나무를 두 조각으로 쪼갰다고 언급한다. |

## 같이 보기
- 아르주나의 아스트라
- 라마야나
- 마하바라타
- 바가바타 푸라나